# Francisco Massiani
Œuvres principales
Piedra de mar
Francisco Massiani est un écrivain et peintre vénézuélien né le 2 avril 1944 à Caracas (Venezuela) et mort dans la même ville le 1er avril 2019.

## Biographie
- Prix national de littérature du Venezuela 2012

## Œuvre
Son premier roman, Piedra de mar, a été un best-seller pendant presque 40 ans. C'est le roman de formation d'un adolescent à Caracas.

### Ouvrages (sélection)
- 1968 : Piedra de mar
- 1970 : Las primeras hojas de la noche
- 1975 : El llanero solitario tiene la cabeza pelada como un cepillo de dientes
- 1976 : Los tres mandamientos de Misterdoc Fonegal
- 1990 : Relatos
- 1998 : Con agua en la piel
- 2006 : Florencio y los pajaritos de Angelina, su mujer